# David M. Schneider
David M. Schneider (ur. 1918, zm. 1995) – amerykański antropolog kulturowy.
Pracownik Uniwersytet Harvarda w Cambridge i Uniwersytet Kalifornijski w Berkeley, od 1960 profesor antropologii University of Chicago. Był jednym z założycieli pisma „Cultural Anthropology”. 
Jego głównym przedmiotem zainteresowań jest pokrewieństwo, którego nie postrzega jako systemu naturalnego opartego na uniwersalności więzów krwi, lecz jako system kulturowy z założenia przyjmujący różnorakie formy. Jego najbardziej znaną pracą było American Kinship: A Cultural Account. Skupiał się głównie na badaniach Amerykanów oraz Brytyjczyków. Wcześniejsze badania terenowe prowadził wśród ludu Yap.
Amerykańskie Stowarzyszenie Antropologiczne (American Anthropological Association) przyznaje doroczną nagrodę jego imienia.

## Książki
- The Micronesians of Yap and Their Depopulation (1949)
- Marriage, Authority and Final Causes (1955)
- Matrilineal Kinship (1961)
- American Kinship: A Cultural Account (1968)
- Middle Class and Lower Class American Kinship (1970)
- Class Differences and Sex Roles in American Kinship and Family Structure (1973)
- The American Kin Universe: A Genealogical Study (1975)
- A critique of the study of kinship (1984)

## Publikacje po polsku
- Więzi rodzinne, narodowe i religijne w kulturze amerykańskiej, (w:) Marian Kempny, Ewa Nowicka (red), Badanie kultury. Elementy teorii antropologicznej. Kontynuacje, Wydawnictwo Naukowe PWN, Warszawa 2004, s. 301-311.